# Milano-Sanremo 2020
Milano-Sanremo 2020 var den 111. udgave af cykelløbet Milano-Sanremo. Det var planlagt til at blive kørt 21. marts 2020, men blev udsat til den 8. august på grund af coronaviruspandemien. Løbet er på UCI's World Tour-kalender i 2020.
Løbet blev vundet af Wout van Aert fra Team Jumbo-Visma, som spurtbesejrede Julian Alaphilippe fra Deceuninck-Quick Step.

## Hold og ryttere
| UCI WorldTeams (19)- AG2R La Mondiale - Astana - Bahrain McLaren - Bora-Hansgrohe - CCC Team - Cofidis - Deceuninck-Quick Step - EF Pro Cycling - Groupama-FDJ - Israel Start-Up Nation - Lotto Soudal - Mitchelton-Scott - Movistar Team - NTT Pro Cycling - Ineos - Jumbo-Visma - Team Sunweb - Trek-Segafredo - UAE Team Emirates UCI ProTeams (8)- Total Direct Énergie - Alpecin-Fenix - Arkéa-Samsic - Gazprom-RusVelo - Circus-Wanty Gobert - Vini Zabù-KTM - Androni Giocattoli-Sidermec - Bardiani CSF Faizanè |
| |

## Resultater
| \| Samlede stilling \| Samlede stilling \| Samlede stilling \| Samlede stilling \| Samlede stilling \| \| Rytter \| Rytter \| Hold \| Tid \| \| \| ---------------- \| -------------------- \| --------------------- \| ---------------- \| ---------------- \| \| 1. \| Wout van Aert \| Jumbo-Visma \| 7t 16' 09" \| \| \| 2. \| Julian Alaphilippe \| Deceuninck-Quick Step \| + 0" \| \| \| 3. \| Michael Matthews \| Team Sunweb \| + 2" \| \| \| 4. \| Peter Sagan \| Bora-Hansgrohe \| + 2" \| \| \| 5. \| Giacomo Nizzolo \| NTT Pro Cycling \| + 2" \| \| \| 6. \| Dion Smith \| Mitchelton-Scott \| + 2" \| \| \| 7. \| Alex Aranburu \| Astana \| + 2" \| \| \| 8. \| Greg Van Avermaet \| CCC Team \| + 2" \| \| \| 9. \| Philippe Gilbert \| Lotto-Soudal \| + 2" \| \| \| 10. \| Matej Mohorič \| Bahrain McLaren \| + 2" \| \| \| 11. \| Andrea Vendrame \| AG2R La Mondiale \| + 2" \| \| \| 12. \| Tadej Pogačar \| UAE Team Emirates \| + 2" \| \| \| 13. \| Mathieu van der Poel \| Alpecin-Fenix \| + 2" \| \| \| 14. \| Oliver Naesen \| AG2R La Mondiale \| + 2" \| \| \| 15. \| Michał Kwiatkowski \| Team Ineos \| + 2" \| \| \| 16. \| Davide Formolo \| UAE Team Emirates \| + 2" \| \| \| 17. \| Matteo Jorgenson \| Movistar Team \| + 2" \| \| \| 18. \| Alberto Bettiol \| EF Pro Cycling \| + 2" \| \| \| 19. \| Zdeněk Štybar \| Deceuninck-Quick Step \| + 2" \| \| \| 20. \| Tiesj Benoot \| Team Sunweb \| + 2" \| \| |                      |                       |            |
| |                      |                       |            |
| Kilde: ProCyclingStats |                      |                       |            |
| Samlede stilling |                      |                       |            |
| Rytter | Rytter               | Hold                  | Tid        |
| 1. | Wout van Aert        | Jumbo-Visma           | 7t 16' 09" |
| 2. | Julian Alaphilippe   | Deceuninck-Quick Step | + 0"       |
| 3. | Michael Matthews     | Team Sunweb           | + 2"       |
| 4. | Peter Sagan          | Bora-Hansgrohe        | + 2"       |
| 5. | Giacomo Nizzolo      | NTT Pro Cycling       | + 2"       |
| 6. | Dion Smith           | Mitchelton-Scott      | + 2"       |
| 7. | Alex Aranburu        | Astana                | + 2"       |
| 8. | Greg Van Avermaet    | CCC Team              | + 2"       |
| 9. | Philippe Gilbert     | Lotto-Soudal          | + 2"       |
| 10. | Matej Mohorič        | Bahrain McLaren       | + 2"       |
| 11. | Andrea Vendrame      | AG2R La Mondiale      | + 2"       |
| 12. | Tadej Pogačar        | UAE Team Emirates     | + 2"       |
| 13. | Mathieu van der Poel | Alpecin-Fenix         | + 2"       |
| 14. | Oliver Naesen        | AG2R La Mondiale      | + 2"       |
| 15. | Michał Kwiatkowski   | Team Ineos            | + 2"       |
| 16. | Davide Formolo       | UAE Team Emirates     | + 2"       |
| 17. | Matteo Jorgenson     | Movistar Team         | + 2"       |
| 18. | Alberto Bettiol      | EF Pro Cycling        | + 2"       |
| 19. | Zdeněk Štybar        | Deceuninck-Quick Step | + 2"       |
| 20. | Tiesj Benoot         | Team Sunweb           | + 2"       |

## Startliste
| Deceuninck-Quick Step DQT | Deceuninck-Quick Step DQT    | Deceuninck-Quick Step DQT |
| ------------------------- | ---------------------------- | ------------------------- |
| Nr.                       | Rytter                       | Placering                 |
| 1                         | Julian Alaphilippe (FRA)     | 2.                        |
| 2                         | Kasper Asgreen (DEN)         | 72.                       |
| 3                         | Sam Bennett (IRL)            | 60.                       |
| 4                         | Tim Declercq (BEL)           | 108.                      |
| 5                         | Bob Jungels (LUX) (landevej) | 73.                       |
| 6                         | Zdeněk Štybar (CZE)          | 19.                       |

| AG2R La Mondiale ALM | AG2R La Mondiale ALM    | AG2R La Mondiale ALM |
| -------------------- | ----------------------- | -------------------- |
| Nr.                  | Rytter                  | Placering            |
| 11                   | Oliver Naesen (BEL)     | 14.                  |
| 12                   | Julien Duval (FRA)      | 149.                 |
| 13                   | Lawrence Naesen (BEL)   | 79.                  |
| 14                   | Stijn Vandenbergh (BEL) | 80.                  |
| 15                   | Andrea Vendrame (ITA)   | 11.                  |
| 16                   | Larry Warbasse (USA)    | 64.                  |

| Alpecin-Fenix AFC | Alpecin-Fenix AFC          | Alpecin-Fenix AFC |
| ----------------- | -------------------------- | ----------------- |
| Nr.               | Rytter                     | Placering         |
| 21                | Mathieu van der Poel (NED) | 13.               |
| 22                | Dries De Bondt (BEL)       | 128.              |
| 23                | Senne Leysen (BEL)         | 105.              |
| 24                | Oscar Riesebeek (NED)      | 143.              |
| 25                | Kristian Sbaragli (ITA)    | 27.               |
| 26                | Scott Thwaites (GBR)       | 95.               |

| Androni Giocattoli-Sidermec ANS | Androni Giocattoli-Sidermec ANS | Androni Giocattoli-Sidermec ANS |
| ------------------------------- | ------------------------------- | ------------------------------- |
| Nr.                             | Rytter                          | Placering                       |
| 31                              | Nicola Bagioli (ITA)            | 116.                            |
| 32                              | Mattia Bais (ITA)               | 109.                            |
| 33                              | Francesco Gavazzi (ITA)         | 84.                             |
| 34                              | Jhonatan Restrepo (COL)         | 127.                            |
| 35                              | Josip Rumac (CRO) (landevej)    | 149.                            |
| 36                              | Nicola Venchiarutti (ITA)       | DNF                             |

| Astana AST | Astana AST                        | Astana AST |
| ---------- | --------------------------------- | ---------- |
| Nr.        | Rytter                            | Placering  |
| 41         | Aleksej Lutsenko (KAZ) (landevej) | 55.        |
| 42         | Alex Aranburu (ESP)               | 7.         |
| 43         | Manuele Boaro (ITA)               | DNF        |
| 44         | Omar Fraile (ESP)                 | 104.       |
| 45         | Gorka Izagirre (ESP)              | 22.        |
| 46         | Davide Martinelli (ITA)           | 92.        |

| Bahrain McLaren TBM | Bahrain McLaren TBM       | Bahrain McLaren TBM |
| ------------------- | ------------------------- | ------------------- |
| Nr.                 | Rytter                    | Placering           |
| 51                  | Sonny Colbrelli (ITA)     | 63.                 |
| 52                  | Damiano Caruso (ITA)      | 25.                 |
| 53                  | Iván García Cortina (ESP) | 93.                 |
| 54                  | Marco Haller (AUT)        | DNF                 |
| 55                  | Matej Mohorič (SLO)       | 10.                 |
| 56                  | Dylan Teuns (BEL)         | 70.                 |

| Bardiani CSF Faizanè BCF | Bardiani CSF Faizanè BCF | Bardiani CSF Faizanè BCF |
| ------------------------ | ------------------------ | ------------------------ |
| Nr.                      | Rytter                   | Placering                |
| 61                       | Vincenzo Albanese (ITA)  | 135.                     |
| 62                       | Iuri Filosi (ITA)        | DNF                      |
| 63                       | Filippo Fiorelli (ITA)   | 112.                     |
| 64                       | Fabio Mazzucco (ITA)     | 145.                     |
| 65                       | Daniel Savini (ITA)      | 94.                      |
| 66                       | Alessandro Tonelli (ITA) | 117.                     |

| Bora-Hansgrohe BOH | Bora-Hansgrohe BOH        | Bora-Hansgrohe BOH |
| ------------------ | ------------------------- | ------------------ |
| Nr.                | Rytter                    | Placering          |
| 71                 | Peter Sagan (SVK)         | 4.                 |
| 72                 | Cesare Benedetti (ITA)    | 53.                |
| 73                 | Marcus Burghardt (GER)    | 51.                |
| 74                 | Oscar Gatto (ITA)         | DNF                |
| 75                 | Felix Großschartner (AUT) | 75.                |
| 76                 | Daniel Oss (ITA)          | 71.                |

| CCC Team CCC | CCC Team CCC               | CCC Team CCC |
| ------------ | -------------------------- | ------------ |
| Nr.          | Rytter                     | Placering    |
| 81           | Greg Van Avermaet (BEL)    | 8.           |
| 82           | Alessandro De Marchi (ITA) | 31.          |
| 83           | Jonas Koch (GER)           | 66.          |
| 84           | Fausto Masnada (ITA)       | 49.          |
| 85           | Michael Schär (SUI)        | 124.         |
| 86           | Matteo Trentin (ITA)       | DNF          |

| Circus-Wanty Gobert CWG | Circus-Wanty Gobert CWG | Circus-Wanty Gobert CWG |
| ----------------------- | ----------------------- | ----------------------- |
| Nr.                     | Rytter                  | Placering               |
| 91                      | Jan Bakelants (BEL)     | 41.                     |
| 92                      | Aimé De Gendt (BEL)     | 21.                     |
| 93                      | Xandro Meurisse (BEL)   | 34.                     |
| 94                      | Andrea Pasqualon (ITA)  | 42.                     |
| 95                      | Danny van Poppel (NED)  | 132.                    |
| 96                      | Loïc Vliegen (BEL)      | 48.                     |

| Cofidis COF | Cofidis COF                   | Cofidis COF |
| ----------- | ----------------------------- | ----------- |
| Nr.         | Rytter                        | Placering   |
| 101         | Elia Viviani (ITA) (landevej) | 39.         |
| 102         | Simone Consonni (ITA)         | 139.        |
| 103         | Christophe Laporte (FRA)      | 102.        |
| 104         | Cyril Lemoine (FRA)           | 78.         |
| 105         | Fabio Sabatini (ITA)          | 96.         |
| 106         | Kenneth Vanbilsen (BEL)       | 122.        |

| EF Pro Cycling EF1 | EF Pro Cycling EF1    | EF Pro Cycling EF1 |
| ------------------ | --------------------- | ------------------ |
| Nr.                | Rytter                | Placering          |
| 111                | Alberto Bettiol (ITA) | 18.                |
| 112                | Simon Clarke (AUS)    | 44.                |
| 113                | Lawson Craddock (USA) | 136.               |
| 114                | Mitchell Docker (AUS) | 126.               |
| 115                | Magnus Cort (DEN)     | 101.               |
| 116                | Michael Woods (CAN)   | 65.                |

| Gazprom-RusVelo GAZ | Gazprom-RusVelo GAZ   | Gazprom-RusVelo GAZ |
| ------------------- | --------------------- | ------------------- |
| Nr.                 | Rytter                | Placering           |
| 121                 | Damiano Cima (ITA)    | 144.                |
| 122                 | Igor Bojev (RUS)      | 115.                |
| 123                 | Marco Canola (ITA)    | 36.                 |
| 124                 | Imerio Cima (ITA)     | 114.                |
| 125                 | Stepan Kurianov (RUS) | 118.                |
| 126                 | Simone Velasco (ITA)  | 43.                 |

| Groupama-FDJ GFC | Groupama-FDJ GFC          | Groupama-FDJ GFC |
| ---------------- | ------------------------- | ---------------- |
| Nr.              | Rytter                    | Placering        |
| 131              | Arnaud Démare (FRA)       | 24.              |
| 132              | Miles Scotson (AUS)       | 89.              |
| 133              | Jacopo Guarnieri (ITA)    | 103.             |
| 134              | Ignatas Konovalovas (LTU) | DNF              |
| 135              | Stefan Küng (SUI)         | 52.              |
| 136              | Ramon Sinkeldam (NED)     | 88.              |

| Israel Start-Up Nation ISN | Israel Start-Up Nation ISN | Israel Start-Up Nation ISN |
| -------------------------- | -------------------------- | -------------------------- |
| Nr.                        | Rytter                     | Placering                  |
| 141                        | Guillaume Boivin (CAN)     | 40.                        |
| 142                        | Davide Cimolai (ITA)       | 90.                        |
| 143                        | Alex Dowsett (GBR)         | DNF                        |
| 144                        | Reto Hollenstein (SUI)     | 82.                        |
| 145                        | Rory Sutherland (AUS)      | 148.                       |
| 146                        | Rick Zabel (GER)           | 81.                        |

| Lotto-Soudal LTS | Lotto-Soudal LTS         | Lotto-Soudal LTS |
| ---------------- | ------------------------ | ---------------- |
| Nr.              | Rytter                   | Placering        |
| 151              | Caleb Ewan (AUS)         | 113.             |
| 152              | Jasper De Buyst (BEL)    | 110.             |
| 153              | Frederik Frison (BEL)    | DNF              |
| 154              | Philippe Gilbert (BEL)   | 9.               |
| 155              | Nikolas Maes (BEL)       | 106.             |
| 156              | Tosh Van der Sande (BEL) | 147.             |

| Mitchelton-Scott MTS | Mitchelton-Scott MTS           | Mitchelton-Scott MTS |
| -------------------- | ------------------------------ | -------------------- |
| Nr.                  | Rytter                         | Placering            |
| 161                  | Michael Albasini (SUI)         | 130.                 |
| 162                  | Alexander Edmondson (AUS)      | 67.                  |
| 163                  | Alexander Konysjev (ITA)       | 69.                  |
| 164                  | Cameron Meyer (AUS) (landevej) | 125.                 |
| 165                  | Dion Smith (NZL)               | 6.                   |
| 166                  | Robert Stannard (AUS)          | 26.                  |

| Movistar Team MOV | Movistar Team MOV       | Movistar Team MOV |
| ----------------- | ----------------------- | ----------------- |
| Nr.               | Rytter                  | Placering         |
| 171               | Héctor Carretero (ESP)  | DNF               |
| 172               | Dario Cataldo (ITA)     | 123.              |
| 173               | Gabriel Cullaigh (GBR)  | DNF               |
| 174               | Matteo Jorgenson (USA)  | 17.               |
| 175               | Eduardo Sepúlveda (ARG) | 86.               |
| 176               | Davide Villella (ITA)   | 35.               |

| NTT Pro Cycling NTT | NTT Pro Cycling NTT        | NTT Pro Cycling NTT |
| ------------------- | -------------------------- | ------------------- |
| Nr.                 | Rytter                     | Placering           |
| 181                 | Giacomo Nizzolo (ITA)      | 5.                  |
| 182                 | Edvald Boasson Hagen (NOR) | 100.                |
| 183                 | Michael Gogl (AUT)         | 76.                 |
| 184                 | Michael Valgren (DEN)      | 99.                 |
| 185                 | Roman Kreuziger (CZE)      | 54.                 |
| 186                 | Max Walscheid (GER)        | 146.                |

| Arkéa-Samsic ARK | Arkéa-Samsic ARK     | Arkéa-Samsic ARK |
| ---------------- | -------------------- | ---------------- |
| Nr.              | Rytter               | Placering        |
| 191              | Thomas Boudat (FRA)  | 129.             |
| 192              | Nacer Bouhanni (FRA) | 38.              |
| 193              | Daniel McLay (GBR)   | 133.             |
| 194              | Laurent Pichon (FRA) | 121.             |
| 195              | Clément Russo (FRA)  | 68.              |
| 196              | Florian Vachon (FRA) | 131.             |

| Team Ineos INS | Team Ineos INS           | Team Ineos INS |
| -------------- | ------------------------ | -------------- |
| Nr.            | Rytter                   | Placering      |
| 201            | Michał Kwiatkowski (POL) | 15.            |
| 202            | Filippo Ganna (ITA)      | 74.            |
| 203            | Gianni Moscon (ITA)      | 33.            |
| 204            | Salvatore Puccio (ITA)   | 62.            |
| 205            | Ben Swift (GBR)          | 32.            |
| 206            | Dylan van Baarle (NED)   | 140.           |

| Jumbo-Visma TJV | Jumbo-Visma TJV                        | Jumbo-Visma TJV |
| --------------- | -------------------------------------- | --------------- |
| Nr.             | Rytter                                 | Placering       |
| 211             | Wout van Aert (BEL)                    | 1.              |
| 212             | Amund Grøndahl Jansen (NOR) (landevej) | 45.             |
| 213             | Bert-Jan Lindeman (NED)                | 111.            |
| 214             | Paul Martens (GER)                     | 107.            |
| 215             | Timo Roosen (NED)                      | 59.             |
| 216             | Antwan Tolhoek (NED)                   | 141.            |

| Team Sunweb SUN | Team Sunweb SUN            | Team Sunweb SUN |
| --------------- | -------------------------- | --------------- |
| Nr.             | Rytter                     | Placering       |
| 221             | Michael Matthews (AUS)     | 3.              |
| 222             | Nikias Arndt (GER)         | 56.             |
| 223             | Tiesj Benoot (BEL)         | 20.             |
| 224             | Cees Bol (NED)             | 137.            |
| 225             | Søren Kragh Andersen (DEN) | 57.             |
| 226             | Jasha Sütterlin (GER)      | DNF             |

| Total Direct Énergie TDE | Total Direct Énergie TDE | Total Direct Énergie TDE |
| ------------------------ | ------------------------ | ------------------------ |
| Nr.                      | Rytter                   | Placering                |
| 231                      | Leonardo Bonifazio (ITA) | 138.                     |
| 232                      | Niccolò Bonifazio (ITA)  | 46.                      |
| 233                      | Adrien Petit (FRA)       | 87.                      |
| 234                      | Geoffrey Soupe (FRA)     | 37.                      |
| 235                      | Anthony Turgis (FRA)     | 29.                      |
| 236                      | Dries Van Gestel (BEL)   | 58.                      |

| Trek-Segafredo TFS | Trek-Segafredo TFS       | Trek-Segafredo TFS |
| ------------------ | ------------------------ | ------------------ |
| Nr.                | Rytter                   | Placering          |
| 241                | Vincenzo Nibali (ITA)    |                    |
| 242                | Gianluca Brambilla (ITA) |                    |
| 243                | Giulio Ciccone (ITA)     |                    |
| 244                | Nicola Conci (ITA)       |                    |
| 245                | Koen de Kort (NED)       |                    |
| 246                | Matteo Moschetti (ITA)   |                    |

| UAE Team Emirates UAD | UAE Team Emirates UAD                | UAE Team Emirates UAD |
| --------------------- | ------------------------------------ | --------------------- |
| Nr.                   | Rytter                               | Placering             |
| 251                   | Fernando Gaviria (COL)               |                       |
| 252                   | Davide Formolo (ITA) (landevej)      |                       |
| 253                   | Alexander Kristoff (NOR)             |                       |
| 254                   | Tadej Pogačar (SLO)                  |                       |
| 255                   | Maximiliano Richeze (ARG) (landevej) |                       |
| 256                   | Oliviero Troia (ITA)                 |                       |

| Vini Zabù-KTM THR | Vini Zabù-KTM THR       | Vini Zabù-KTM THR |
| ----------------- | ----------------------- | ----------------- |
| Nr.               | Rytter                  | Placering         |
| 261               | Giovanni Visconti (ITA) |                   |
| 262               | Marco Frapporti (ITA)   |                   |
| 263               | Roberto González (PAN)  |                   |
| 264               | Umberto Marengo (ITA)   |                   |
| 265               | James Mitri (NZL)       |                   |
| 266               | Lorenzo Rota (ITA)      |                   |

| Deceuninck-Quick Step DQT | Deceuninck-Quick Step DQT    | Deceuninck-Quick Step DQT |
| ------------------------- | ---------------------------- | ------------------------- |
| Nr.                       | Rytter                       | Placering                 |
| 1                         | Julian Alaphilippe (FRA)     | 2.                        |
| 2                         | Kasper Asgreen (DEN)         | 72.                       |
| 3                         | Sam Bennett (IRL)            | 60.                       |
| 4                         | Tim Declercq (BEL)           | 108.                      |
| 5                         | Bob Jungels (LUX) (landevej) | 73.                       |
| 6                         | Zdeněk Štybar (CZE)          | 19.                       |

| AG2R La Mondiale ALM | AG2R La Mondiale ALM    | AG2R La Mondiale ALM |
| -------------------- | ----------------------- | -------------------- |
| Nr.                  | Rytter                  | Placering            |
| 11                   | Oliver Naesen (BEL)     | 14.                  |
| 12                   | Julien Duval (FRA)      | 149.                 |
| 13                   | Lawrence Naesen (BEL)   | 79.                  |
| 14                   | Stijn Vandenbergh (BEL) | 80.                  |
| 15                   | Andrea Vendrame (ITA)   | 11.                  |
| 16                   | Larry Warbasse (USA)    | 64.                  |

| Alpecin-Fenix AFC | Alpecin-Fenix AFC          | Alpecin-Fenix AFC |
| ----------------- | -------------------------- | ----------------- |
| Nr.               | Rytter                     | Placering         |
| 21                | Mathieu van der Poel (NED) | 13.               |
| 22                | Dries De Bondt (BEL)       | 128.              |
| 23                | Senne Leysen (BEL)         | 105.              |
| 24                | Oscar Riesebeek (NED)      | 143.              |
| 25                | Kristian Sbaragli (ITA)    | 27.               |
| 26                | Scott Thwaites (GBR)       | 95.               |

| Androni Giocattoli-Sidermec ANS | Androni Giocattoli-Sidermec ANS | Androni Giocattoli-Sidermec ANS |
| ------------------------------- | ------------------------------- | ------------------------------- |
| Nr.                             | Rytter                          | Placering                       |
| 31                              | Nicola Bagioli (ITA)            | 116.                            |
| 32                              | Mattia Bais (ITA)               | 109.                            |
| 33                              | Francesco Gavazzi (ITA)         | 84.                             |
| 34                              | Jhonatan Restrepo (COL)         | 127.                            |
| 35                              | Josip Rumac (CRO) (landevej)    | 149.                            |
| 36                              | Nicola Venchiarutti (ITA)       | DNF                             |

| Astana AST | Astana AST                        | Astana AST |
| ---------- | --------------------------------- | ---------- |
| Nr.        | Rytter                            | Placering  |
| 41         | Aleksej Lutsenko (KAZ) (landevej) | 55.        |
| 42         | Alex Aranburu (ESP)               | 7.         |
| 43         | Manuele Boaro (ITA)               | DNF        |
| 44         | Omar Fraile (ESP)                 | 104.       |
| 45         | Gorka Izagirre (ESP)              | 22.        |
| 46         | Davide Martinelli (ITA)           | 92.        |

| Bahrain McLaren TBM | Bahrain McLaren TBM       | Bahrain McLaren TBM |
| ------------------- | ------------------------- | ------------------- |
| Nr.                 | Rytter                    | Placering           |
| 51                  | Sonny Colbrelli (ITA)     | 63.                 |
| 52                  | Damiano Caruso (ITA)      | 25.                 |
| 53                  | Iván García Cortina (ESP) | 93.                 |
| 54                  | Marco Haller (AUT)        | DNF                 |
| 55                  | Matej Mohorič (SLO)       | 10.                 |
| 56                  | Dylan Teuns (BEL)         | 70.                 |

| Bardiani CSF Faizanè BCF | Bardiani CSF Faizanè BCF | Bardiani CSF Faizanè BCF |
| ------------------------ | ------------------------ | ------------------------ |
| Nr.                      | Rytter                   | Placering                |
| 61                       | Vincenzo Albanese (ITA)  | 135.                     |
| 62                       | Iuri Filosi (ITA)        | DNF                      |
| 63                       | Filippo Fiorelli (ITA)   | 112.                     |
| 64                       | Fabio Mazzucco (ITA)     | 145.                     |
| 65                       | Daniel Savini (ITA)      | 94.                      |
| 66                       | Alessandro Tonelli (ITA) | 117.                     |

| Bora-Hansgrohe BOH | Bora-Hansgrohe BOH        | Bora-Hansgrohe BOH |
| ------------------ | ------------------------- | ------------------ |
| Nr.                | Rytter                    | Placering          |
| 71                 | Peter Sagan (SVK)         | 4.                 |
| 72                 | Cesare Benedetti (ITA)    | 53.                |
| 73                 | Marcus Burghardt (GER)    | 51.                |
| 74                 | Oscar Gatto (ITA)         | DNF                |
| 75                 | Felix Großschartner (AUT) | 75.                |
| 76                 | Daniel Oss (ITA)          | 71.                |

| CCC Team CCC | CCC Team CCC               | CCC Team CCC |
| ------------ | -------------------------- | ------------ |
| Nr.          | Rytter                     | Placering    |
| 81           | Greg Van Avermaet (BEL)    | 8.           |
| 82           | Alessandro De Marchi (ITA) | 31.          |
| 83           | Jonas Koch (GER)           | 66.          |
| 84           | Fausto Masnada (ITA)       | 49.          |
| 85           | Michael Schär (SUI)        | 124.         |
| 86           | Matteo Trentin (ITA)       | DNF          |

| Circus-Wanty Gobert CWG | Circus-Wanty Gobert CWG | Circus-Wanty Gobert CWG |
| ----------------------- | ----------------------- | ----------------------- |
| Nr.                     | Rytter                  | Placering               |
| 91                      | Jan Bakelants (BEL)     | 41.                     |
| 92                      | Aimé De Gendt (BEL)     | 21.                     |
| 93                      | Xandro Meurisse (BEL)   | 34.                     |
| 94                      | Andrea Pasqualon (ITA)  | 42.                     |
| 95                      | Danny van Poppel (NED)  | 132.                    |
| 96                      | Loïc Vliegen (BEL)      | 48.                     |

| Cofidis COF | Cofidis COF                   | Cofidis COF |
| ----------- | ----------------------------- | ----------- |
| Nr.         | Rytter                        | Placering   |
| 101         | Elia Viviani (ITA) (landevej) | 39.         |
| 102         | Simone Consonni (ITA)         | 139.        |
| 103         | Christophe Laporte (FRA)      | 102.        |
| 104         | Cyril Lemoine (FRA)           | 78.         |
| 105         | Fabio Sabatini (ITA)          | 96.         |
| 106         | Kenneth Vanbilsen (BEL)       | 122.        |

| EF Pro Cycling EF1 | EF Pro Cycling EF1    | EF Pro Cycling EF1 |
| ------------------ | --------------------- | ------------------ |
| Nr.                | Rytter                | Placering          |
| 111                | Alberto Bettiol (ITA) | 18.                |
| 112                | Simon Clarke (AUS)    | 44.                |
| 113                | Lawson Craddock (USA) | 136.               |
| 114                | Mitchell Docker (AUS) | 126.               |
| 115                | Magnus Cort (DEN)     | 101.               |
| 116                | Michael Woods (CAN)   | 65.                |

| Gazprom-RusVelo GAZ | Gazprom-RusVelo GAZ   | Gazprom-RusVelo GAZ |
| ------------------- | --------------------- | ------------------- |
| Nr.                 | Rytter                | Placering           |
| 121                 | Damiano Cima (ITA)    | 144.                |
| 122                 | Igor Bojev (RUS)      | 115.                |
| 123                 | Marco Canola (ITA)    | 36.                 |
| 124                 | Imerio Cima (ITA)     | 114.                |
| 125                 | Stepan Kurianov (RUS) | 118.                |
| 126                 | Simone Velasco (ITA)  | 43.                 |

| Groupama-FDJ GFC | Groupama-FDJ GFC          | Groupama-FDJ GFC |
| ---------------- | ------------------------- | ---------------- |
| Nr.              | Rytter                    | Placering        |
| 131              | Arnaud Démare (FRA)       | 24.              |
| 132              | Miles Scotson (AUS)       | 89.              |
| 133              | Jacopo Guarnieri (ITA)    | 103.             |
| 134              | Ignatas Konovalovas (LTU) | DNF              |
| 135              | Stefan Küng (SUI)         | 52.              |
| 136              | Ramon Sinkeldam (NED)     | 88.              |

| Israel Start-Up Nation ISN | Israel Start-Up Nation ISN | Israel Start-Up Nation ISN |
| -------------------------- | -------------------------- | -------------------------- |
| Nr.                        | Rytter                     | Placering                  |
| 141                        | Guillaume Boivin (CAN)     | 40.                        |
| 142                        | Davide Cimolai (ITA)       | 90.                        |
| 143                        | Alex Dowsett (GBR)         | DNF                        |
| 144                        | Reto Hollenstein (SUI)     | 82.                        |
| 145                        | Rory Sutherland (AUS)      | 148.                       |
| 146                        | Rick Zabel (GER)           | 81.                        |

| Lotto-Soudal LTS | Lotto-Soudal LTS         | Lotto-Soudal LTS |
| ---------------- | ------------------------ | ---------------- |
| Nr.              | Rytter                   | Placering        |
| 151              | Caleb Ewan (AUS)         | 113.             |
| 152              | Jasper De Buyst (BEL)    | 110.             |
| 153              | Frederik Frison (BEL)    | DNF              |
| 154              | Philippe Gilbert (BEL)   | 9.               |
| 155              | Nikolas Maes (BEL)       | 106.             |
| 156              | Tosh Van der Sande (BEL) | 147.             |

| Mitchelton-Scott MTS | Mitchelton-Scott MTS           | Mitchelton-Scott MTS |
| -------------------- | ------------------------------ | -------------------- |
| Nr.                  | Rytter                         | Placering            |
| 161                  | Michael Albasini (SUI)         | 130.                 |
| 162                  | Alexander Edmondson (AUS)      | 67.                  |
| 163                  | Alexander Konysjev (ITA)       | 69.                  |
| 164                  | Cameron Meyer (AUS) (landevej) | 125.                 |
| 165                  | Dion Smith (NZL)               | 6.                   |
| 166                  | Robert Stannard (AUS)          | 26.                  |

| Movistar Team MOV | Movistar Team MOV       | Movistar Team MOV |
| ----------------- | ----------------------- | ----------------- |
| Nr.               | Rytter                  | Placering         |
| 171               | Héctor Carretero (ESP)  | DNF               |
| 172               | Dario Cataldo (ITA)     | 123.              |
| 173               | Gabriel Cullaigh (GBR)  | DNF               |
| 174               | Matteo Jorgenson (USA)  | 17.               |
| 175               | Eduardo Sepúlveda (ARG) | 86.               |
| 176               | Davide Villella (ITA)   | 35.               |

| NTT Pro Cycling NTT | NTT Pro Cycling NTT        | NTT Pro Cycling NTT |
| ------------------- | -------------------------- | ------------------- |
| Nr.                 | Rytter                     | Placering           |
| 181                 | Giacomo Nizzolo (ITA)      | 5.                  |
| 182                 | Edvald Boasson Hagen (NOR) | 100.                |
| 183                 | Michael Gogl (AUT)         | 76.                 |
| 184                 | Michael Valgren (DEN)      | 99.                 |
| 185                 | Roman Kreuziger (CZE)      | 54.                 |
| 186                 | Max Walscheid (GER)        | 146.                |

| Arkéa-Samsic ARK | Arkéa-Samsic ARK     | Arkéa-Samsic ARK |
| ---------------- | -------------------- | ---------------- |
| Nr.              | Rytter               | Placering        |
| 191              | Thomas Boudat (FRA)  | 129.             |
| 192              | Nacer Bouhanni (FRA) | 38.              |
| 193              | Daniel McLay (GBR)   | 133.             |
| 194              | Laurent Pichon (FRA) | 121.             |
| 195              | Clément Russo (FRA)  | 68.              |
| 196              | Florian Vachon (FRA) | 131.             |

| Team Ineos INS | Team Ineos INS           | Team Ineos INS |
| -------------- | ------------------------ | -------------- |
| Nr.            | Rytter                   | Placering      |
| 201            | Michał Kwiatkowski (POL) | 15.            |
| 202            | Filippo Ganna (ITA)      | 74.            |
| 203            | Gianni Moscon (ITA)      | 33.            |
| 204            | Salvatore Puccio (ITA)   | 62.            |
| 205            | Ben Swift (GBR)          | 32.            |
| 206            | Dylan van Baarle (NED)   | 140.           |

| Jumbo-Visma TJV | Jumbo-Visma TJV                        | Jumbo-Visma TJV |
| --------------- | -------------------------------------- | --------------- |
| Nr.             | Rytter                                 | Placering       |
| 211             | Wout van Aert (BEL)                    | 1.              |
| 212             | Amund Grøndahl Jansen (NOR) (landevej) | 45.             |
| 213             | Bert-Jan Lindeman (NED)                | 111.            |
| 214             | Paul Martens (GER)                     | 107.            |
| 215             | Timo Roosen (NED)                      | 59.             |
| 216             | Antwan Tolhoek (NED)                   | 141.            |

| Team Sunweb SUN | Team Sunweb SUN            | Team Sunweb SUN |
| --------------- | -------------------------- | --------------- |
| Nr.             | Rytter                     | Placering       |
| 221             | Michael Matthews (AUS)     | 3.              |
| 222             | Nikias Arndt (GER)         | 56.             |
| 223             | Tiesj Benoot (BEL)         | 20.             |
| 224             | Cees Bol (NED)             | 137.            |
| 225             | Søren Kragh Andersen (DEN) | 57.             |
| 226             | Jasha Sütterlin (GER)      | DNF             |

| Total Direct Énergie TDE | Total Direct Énergie TDE | Total Direct Énergie TDE |
| ------------------------ | ------------------------ | ------------------------ |
| Nr.                      | Rytter                   | Placering                |
| 231                      | Leonardo Bonifazio (ITA) | 138.                     |
| 232                      | Niccolò Bonifazio (ITA)  | 46.                      |
| 233                      | Adrien Petit (FRA)       | 87.                      |
| 234                      | Geoffrey Soupe (FRA)     | 37.                      |
| 235                      | Anthony Turgis (FRA)     | 29.                      |
| 236                      | Dries Van Gestel (BEL)   | 58.                      |

| Trek-Segafredo TFS | Trek-Segafredo TFS       | Trek-Segafredo TFS |
| ------------------ | ------------------------ | ------------------ |
| Nr.                | Rytter                   | Placering          |
| 241                | Vincenzo Nibali (ITA)    |                    |
| 242                | Gianluca Brambilla (ITA) |                    |
| 243                | Giulio Ciccone (ITA)     |                    |
| 244                | Nicola Conci (ITA)       |                    |
| 245                | Koen de Kort (NED)       |                    |
| 246                | Matteo Moschetti (ITA)   |                    |

| UAE Team Emirates UAD | UAE Team Emirates UAD                | UAE Team Emirates UAD |
| --------------------- | ------------------------------------ | --------------------- |
| Nr.                   | Rytter                               | Placering             |
| 251                   | Fernando Gaviria (COL)               |                       |
| 252                   | Davide Formolo (ITA) (landevej)      |                       |
| 253                   | Alexander Kristoff (NOR)             |                       |
| 254                   | Tadej Pogačar (SLO)                  |                       |
| 255                   | Maximiliano Richeze (ARG) (landevej) |                       |
| 256                   | Oliviero Troia (ITA)                 |                       |

| Vini Zabù-KTM THR | Vini Zabù-KTM THR       | Vini Zabù-KTM THR |
| ----------------- | ----------------------- | ----------------- |
| Nr.               | Rytter                  | Placering         |
| 261               | Giovanni Visconti (ITA) |                   |
| 262               | Marco Frapporti (ITA)   |                   |
| 263               | Roberto González (PAN)  |                   |
| 264               | Umberto Marengo (ITA)   |                   |
| 265               | James Mitri (NZL)       |                   |
| 266               | Lorenzo Rota (ITA)      |                   |